# Iglesia de San Ignacio de Loyola (San Sebastián)
La iglesia de San Ignacio de Loyola es un templo parroquial de culto católico y estilo neogótico situado en el barrio de Gros de la ciudad de San Sebastián, en Guipúzcoa, País Vasco, España.

## Historia y descripción
La parroquia de San Ignacio ya existía desde 1883 abarcando los barrios de Atocha, Eguía, Gros y la parte oeste del monte Ulía. La iglesia se edificó para abarcar los nuevos barrios de San Sebastián que iban surgiendo como consecuencia del ensanche de la ciudad. Hasta 1869 la ciudad se reducía a la Parte Vieja y a unas pocas villas desperdigadas por las afueras. Esta parroquia fue edificada en el donostiarra barrio de Gros sobre un terreno cedido gratuitamente a tal efecto por doña Águeda Gros, donando Tomás Gros la piedra necesaria para su construcción. 
El proyecto fue trazado por el arquitecto José Goicoa Barcaíztegui, quien inició las obras en 1888 en el estilo neogótico entonces de moda, si bien su planta de tres naves longitudinales, de cinco tramos cada una, no sigue el esquema clásico en forma de cruz latina, ya que le falta la nave transversal; en el tramo posterior de la nave principal, donde debería ir el crucero dispuso Goicoa la bóveda principal, de crucería con terceletes; las bóvedas del resto de tramos son de crucería sencilla. La cabecera, que está orientada al norte, adaptándose al trazado urbanístico del barrio de Gross, dispone de ábside, heptagonal, pero no de girola. El coro alto a los pies ocupa el primer tramo de la nave principal.  
El templo fue inaugurado al culto en 1897, aunque la torre no fue rematada hasta 1928 gracias a un legado de don Fermín de Lasala y Collado, Duque de Mandas. 
En el interior, rico en materiales y mobiliario, son de destacar: la colección de pinturas, de abigarrada policromía, en los paños de la Capilla Mayor, con escenas de la vida de San Ignacio; una imagen del Sagrado Corazón de Jesús, obra de Mariano Benlliure, y el sepulcro neorrenacentista del propio duque de Mandas, amén de otros sepulcros neogóticos en el presbiterio y la nave. Las vidrieras son obra de Maumejean.

## Galería de imágenes

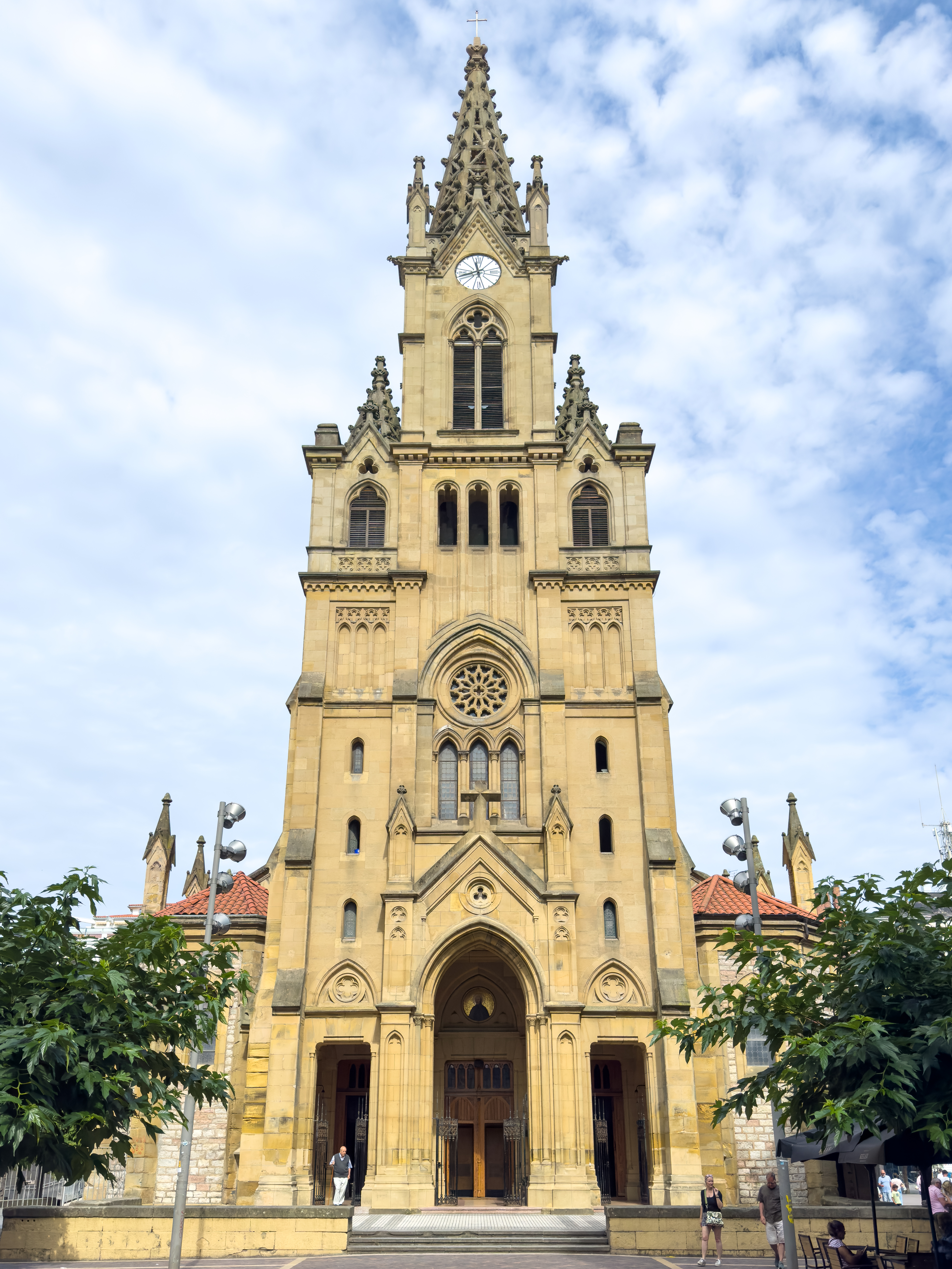
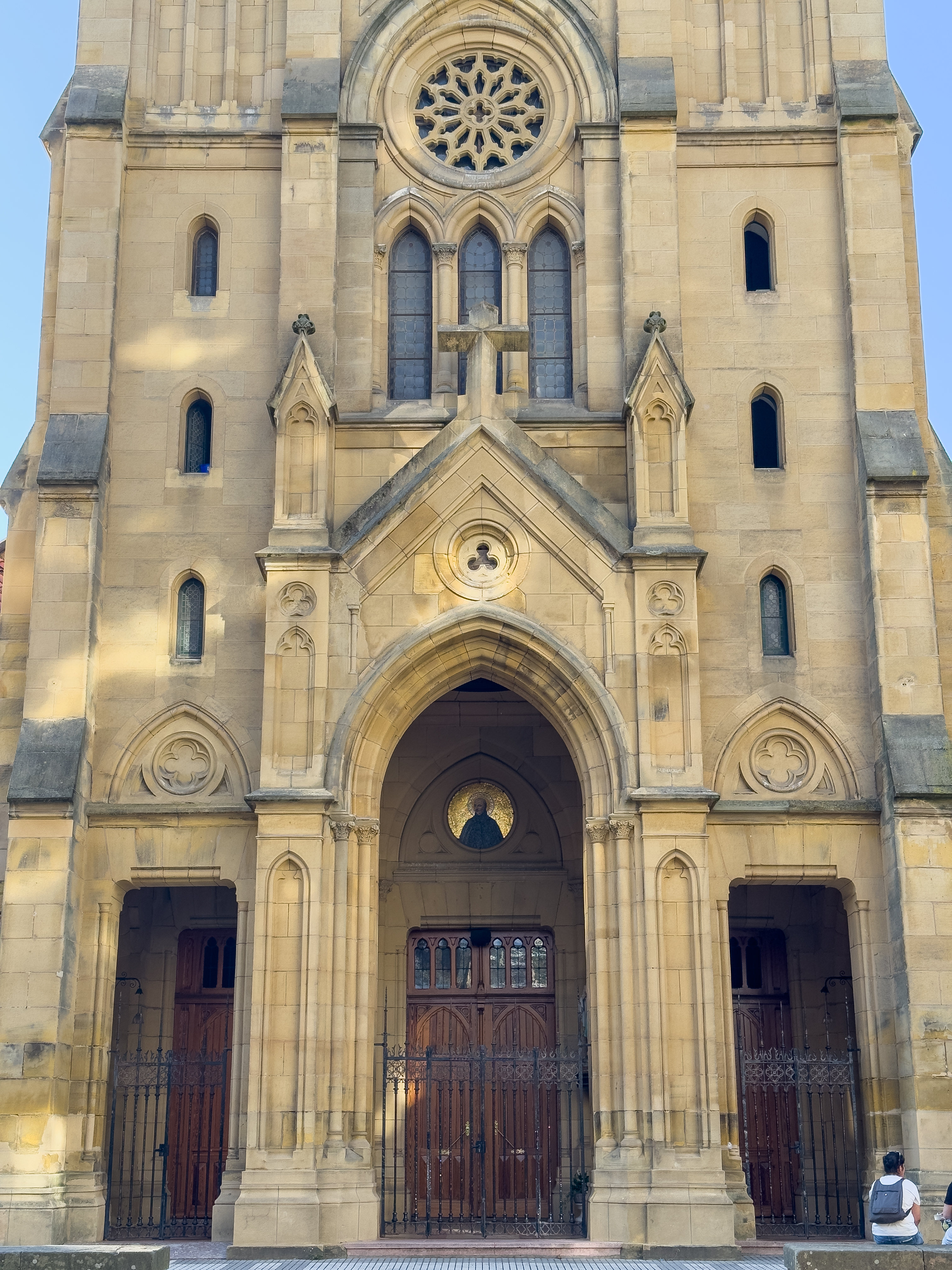
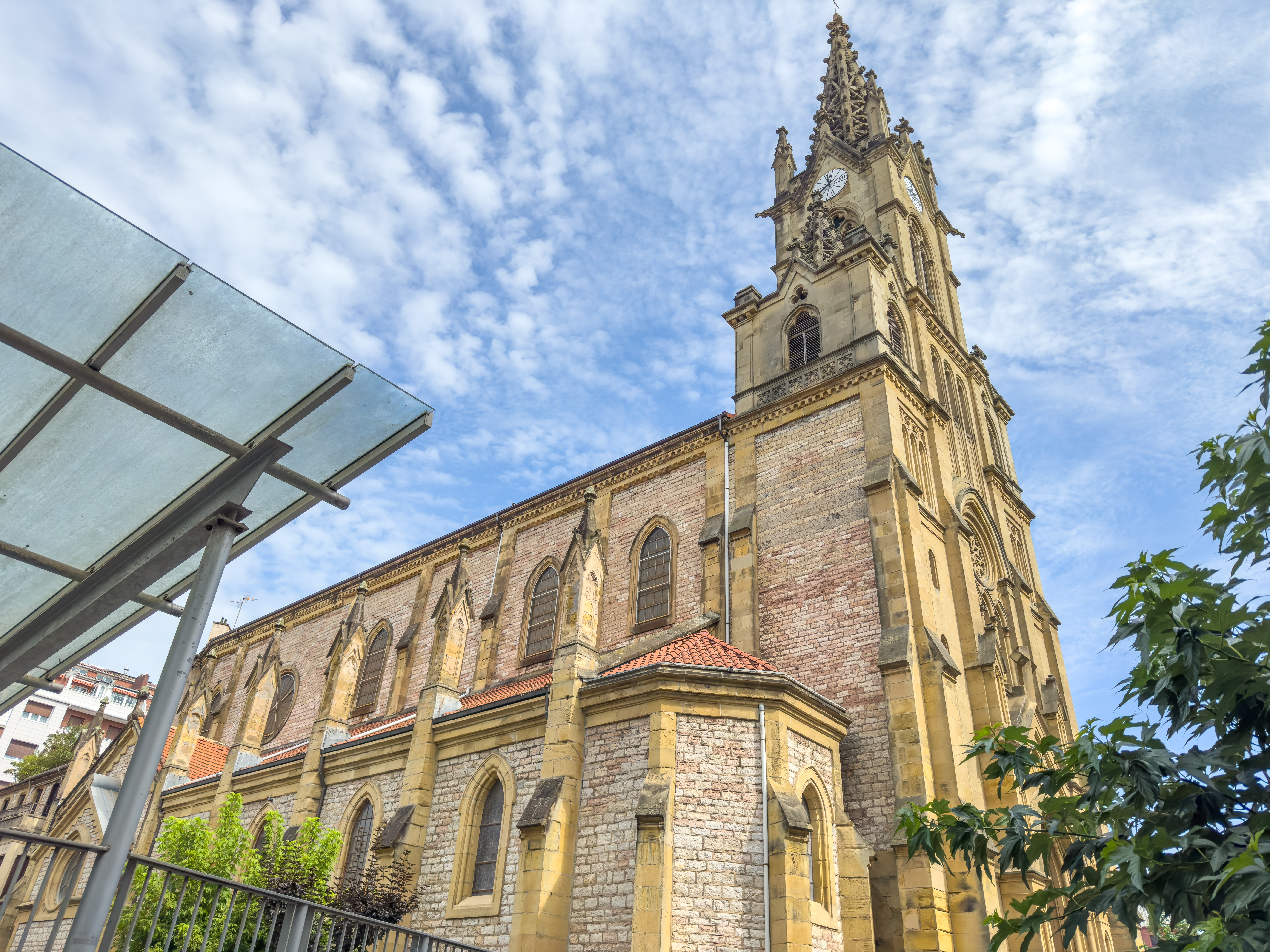
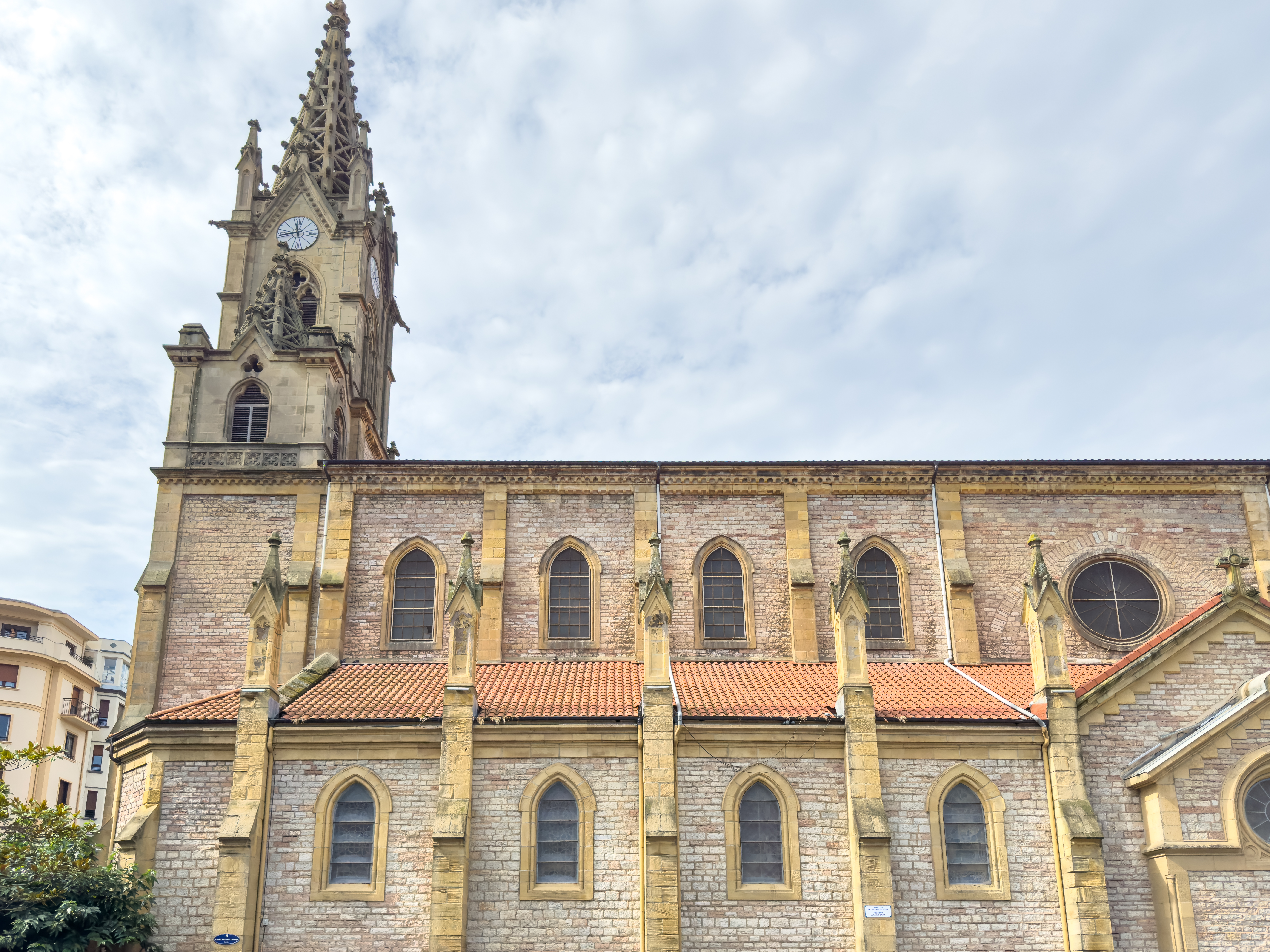
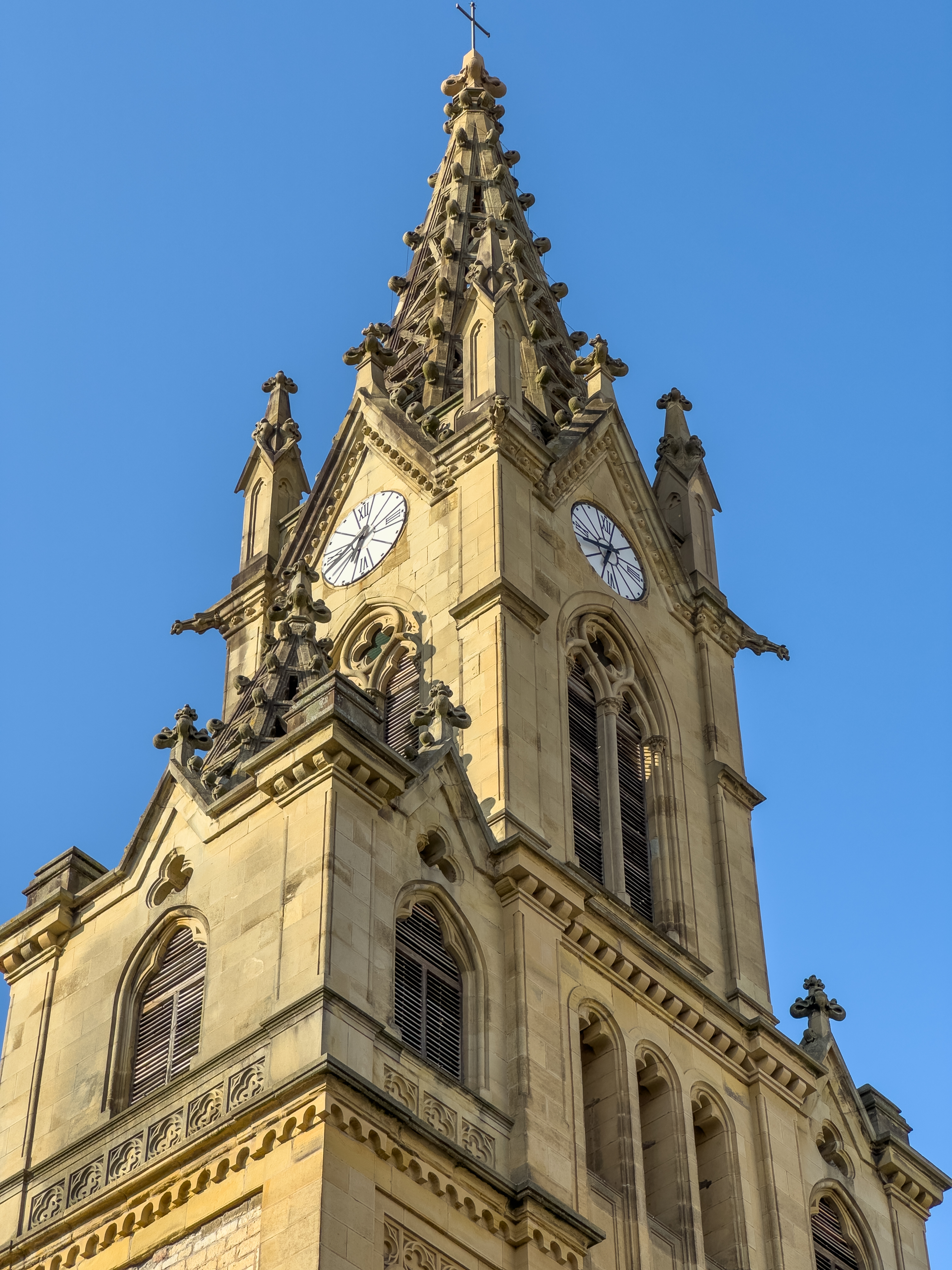
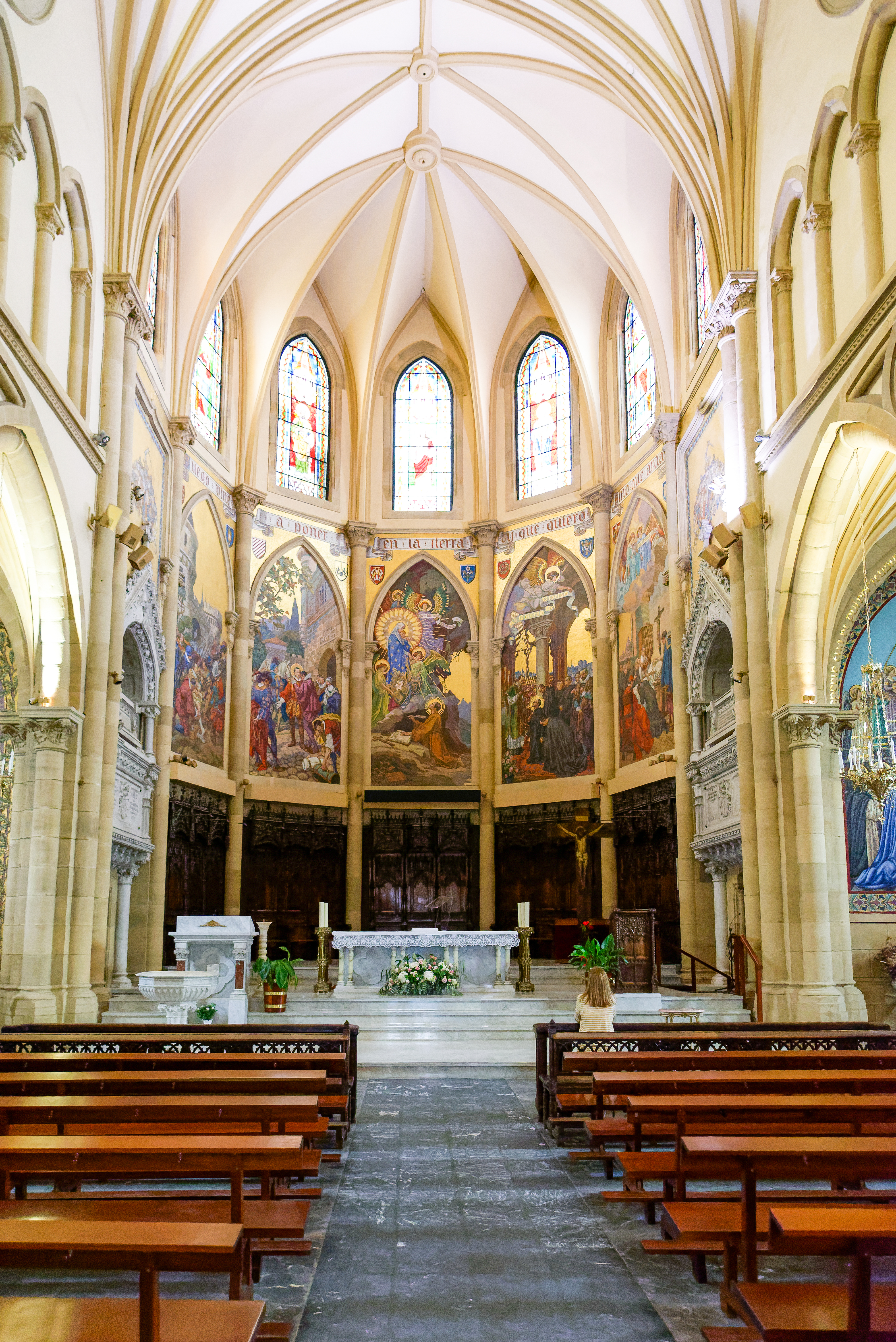
Nave principal y cabecera
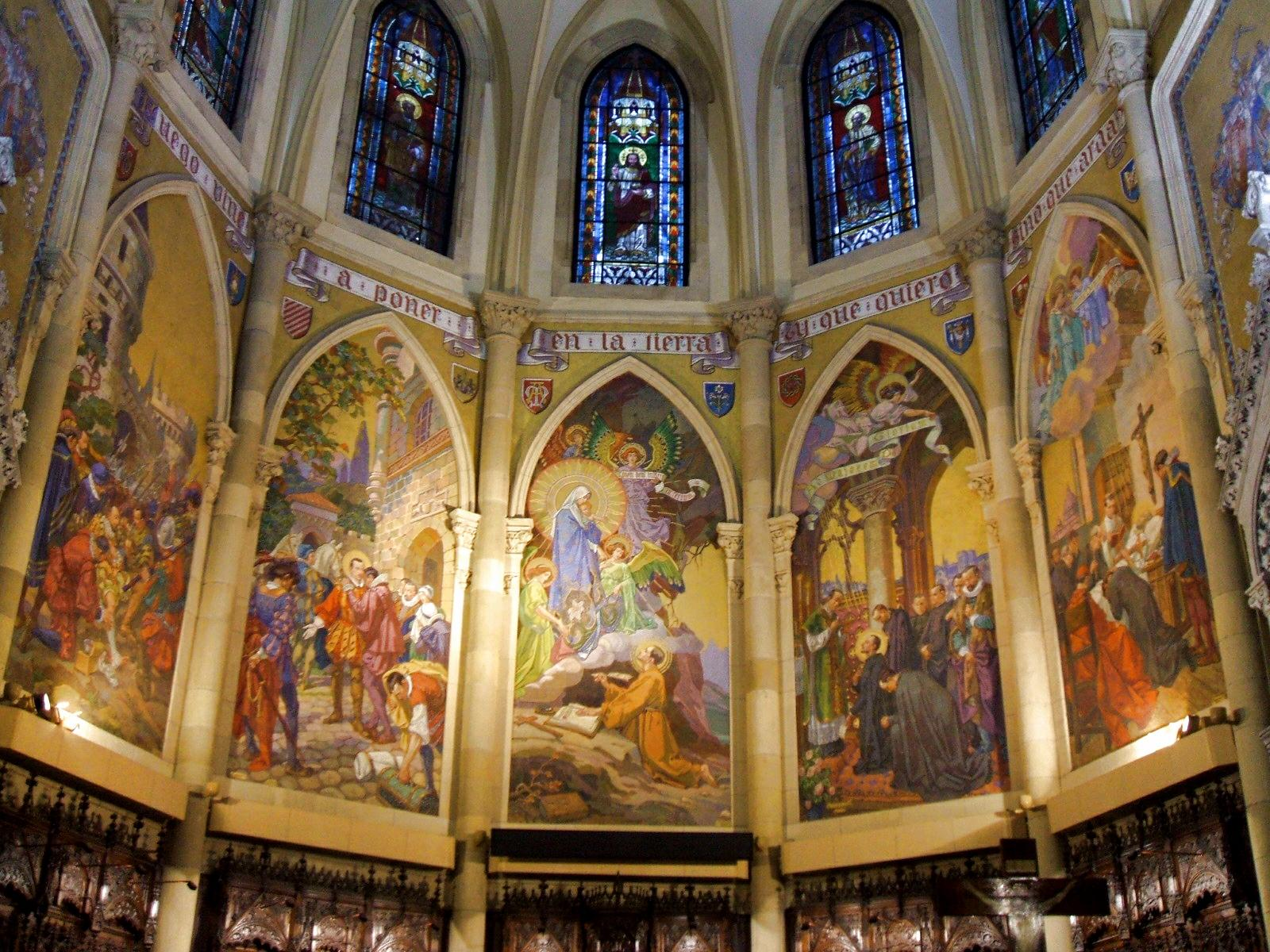
Pinturas de la Capilla Mayor
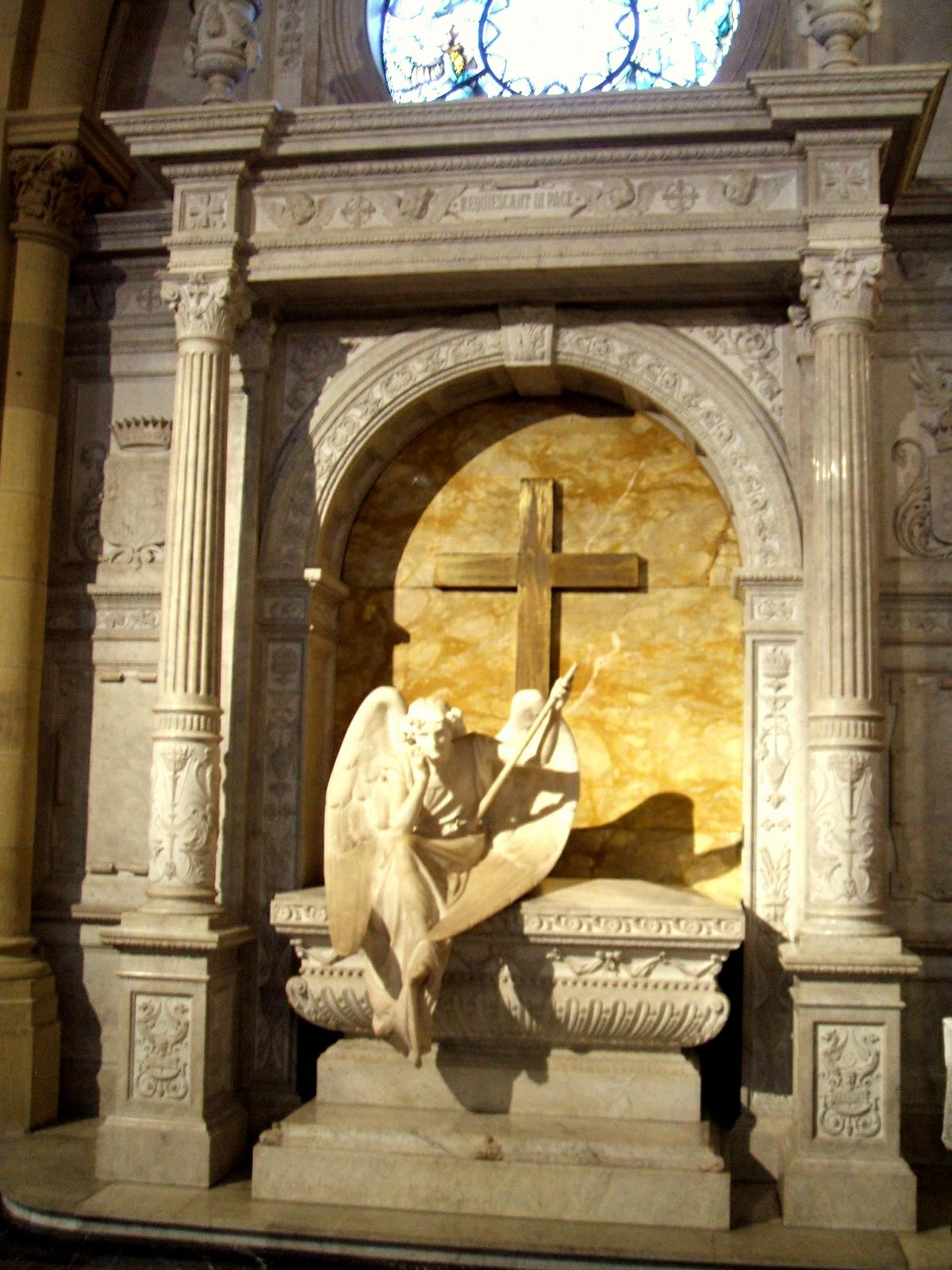
Sepulcro neorrenacentista